# Paola Pisano

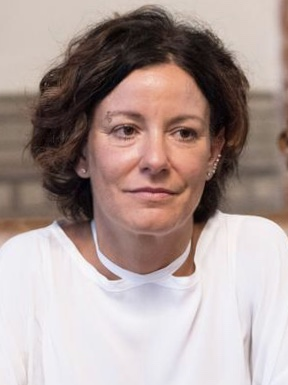
Paola Pisano (2019)

Paola Pisano (* 4. Januar 1977 in Turin) ist eine italienische Politikerin (M5S).
Pisano absolvierte ein Studium an der Universität Turin und war anschließend an ihrer Alma Mater im Bereich Innovationsmanagement tätig. Darüber hinaus war sie Gastprofessorin an der Universität Westminster.
Ihre politische Laufbahn begann Pisano 2016 als Assessorin für Innovation im Turiner Stadtrat unter Chiara Appendino. 2018 wurde Pisano von der Zeitschrift Digitalic Mag zur „einflussreichsten Frau im Digitalbereich“ Italiens gewählt. Im Frühjahr 2019 verzichtete sie auf die Spitzenkandidatur der 5-Sterne-Bewegung für die anstehende Europawahl. Von September 2019 bis Februar 2021 war Pisano Staatsminister für Technologische Innovation und Digitalisierung im zweiten Kabinett von Ministerpräsident Giuseppe Conte. Dem Nachfolgerkabinett unter Mario Draghi gehörte sie nicht mehr an.